# Allagopappus
Allagopappus é um género botânico pertencente à família Asteraceae.

## Espécies
Apresenta três espécies:
- Allagopappus chrysopsioides
- Allagopappus dichotomus
- Allagopappus viscosissimus